# Jednotné obslužné pracoviště

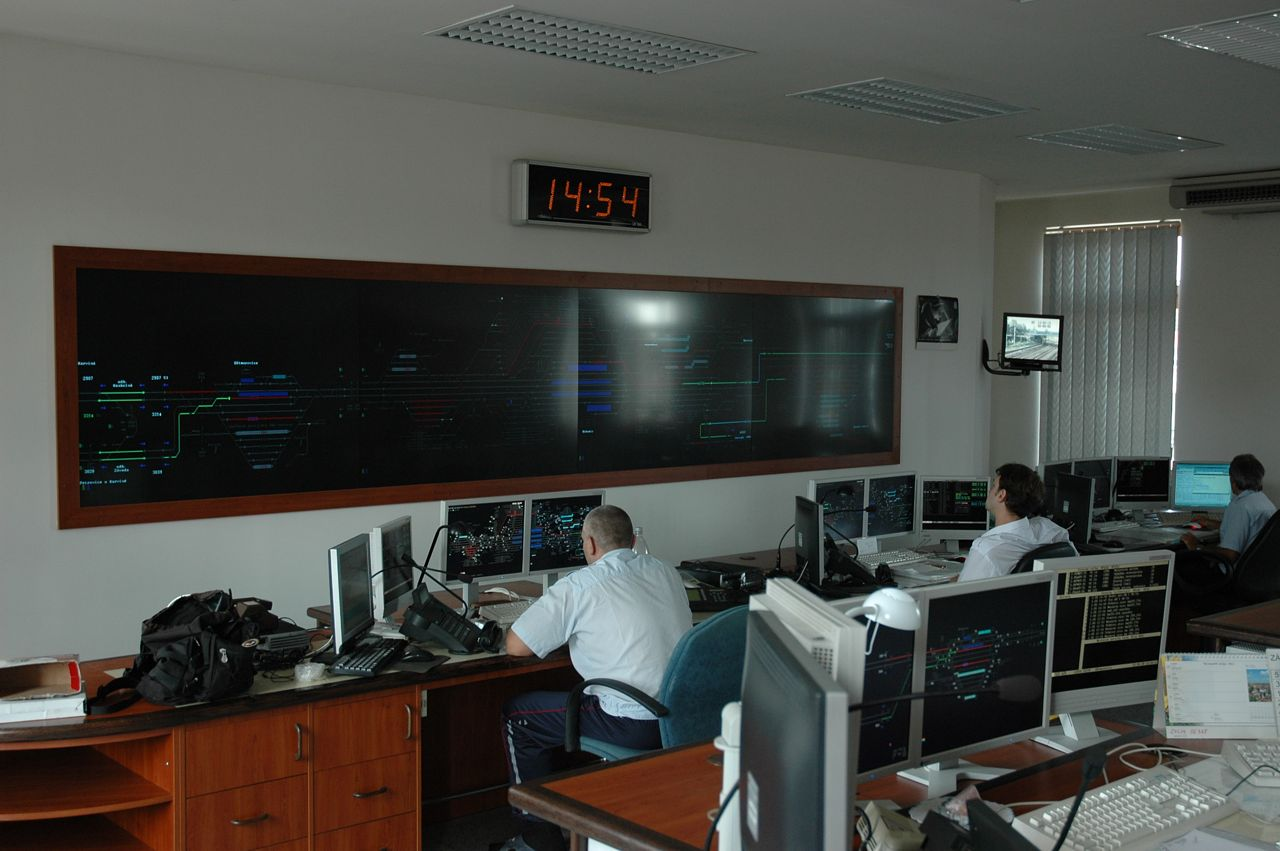
Ústřední stavědlo se zadávacími počítači a velkoplošným zobrazením dle JOP

Jednotné obslužné pracoviště (JOP) je druh definovaného rozhraní mezi železničním zabezpečovacím zařízením a dopravním zaměstnancem (výpravčím, dispečerem DOZ apod.). Používá se na tratích Správy železnic, kde je závazné, případně i na jiných tratích či vlečkách. Softwarové a hardwarové požadavky na JOP jsou definovány v tzv. Základních technických požadavcích na Jednotné obslužné pracoviště (ZTP-JOP).

## Využití
Protože JOP přestavuje ovládání zabezpečovacího zařízení pomocí počítače, předpokládá se jeho využití především u elektronických stavědel, principiálně je však možné je využít u všech zabezpečovacích zařízení, která lze ovládat počítačem, např. u reléového zabezpečovacího zařízení.

## Konfigurace JOP

### Hardware
Základním prostředkem pro zadávání povelů je v JOP trackball nebo myš, doplňkovým zařízením je klávesnice, která slouží pro zadávání textových a číselných údajů, ale lze ji případně použít i pro pohyb kurzoru místo myši či trackballu. Zobrazovacím zařízením je jeden či více barevných monitorů (podle rozsahu ovládaného kolejiště).

### Software
ZTP-JOP definují způsob grafického zobrazení jednotlivých prvků kolejiště (výhybek, kolejí, přejezdů, návěstidel apod.) a jejich barevné vyobrazení v závislosti na momentálním stavu daného prvku.

### Výrobci v Česku
Na českých železnicích se lze setkat se zařízeními třech dodavatelů: AŽD (ESA-JOP), Starmon (K2002), AK-Signal. 
Dříve bylo možné setkat se také se staršími zařízeními, např. RC-JOP (Stanice Nezvěstice, DOZZ Praha-Holešovice - Kralupy nad Vltavou), kde JOP bylo nadstavbou reléového zabezpečovacího zařízení a prostředníkem mezi JOP a RZZ byl programovatelný logický automat PLC firmy TECO Kolín. JOP v této konfiguraci nahrazovala (nebo v případě DOZZ Praha-Holešovice doplňovala) ovládací pult/panel RZZ a prováděcí část zabezpečovacího zařízení (vlastní logika stavění vlakových cest) zůstala původní.